# Andorra nos Jogos Olímpicos de Verão de 1996
Andorra participou dos Jogos Olímpicos de Verão de 1996, realizados em Atlanta, nos Estados Unidos. 
Foi a sexta aparição do país nos Jogos Olímpicos e esteve representado por oito atletas, sendo seis homens e duas mulheres, que competiram em cinco esportes.

## Competidores
Esta foi a participação por modalidade nesta edição:
| Esporte   | Masculino | Feminino | Total |
| --------- | --------- | -------- | ----- |
| Atletismo | 1         | 0        | 1     |
| Judô      | 1         | 0        | 1     |
| Natação   | 1         | 1        | 2     |
| Tiro      | 1         | 0        | 1     |
| Vela      | 2         | 1        | 3     |
| Total     | 6         | 2        | 8     |

## Desempenho

### Atletismo
Masculino
Eventos de pista
| Atleta         | Evento   | Final   | Final | Ref.  |
| Atleta         | Evento   | Tempo   | Pos.  | Ref.  |
| -------------- | -------- | ------- | ----- | ----- |
| Antoni Bernadó | Maratona | 2:31:28 | 87º   | [ 3 ] |

### Judô
Masculino
| Atleta       | Evento | Fase de 64           | Fase de 32                             | Oitavas de final     | Quartas de final     | Semifinal            | Repescagem 1–3       | Final                | Final       | Ref.  |
| Atleta       | Evento | Adversário Resultado | Adversário Resultado                   | Adversário Resultado | Adversário Resultado | Adversário Resultado | Adversário Resultado | Adversário Resultado | Pos.        | Ref.  |
| ------------ | ------ | -------------------- | -------------------------------------- | -------------------- | -------------------- | -------------------- | -------------------- | -------------------- | ----------- | ----- |
| Antoni Molné | −65 kg | —                    | UZB Mukhamedkhanov D Ippon/Juji-gatame | Não avançou          | Não avançou          | Não avançou          | Não avançou          | Não avançou          | Não avançou | [ 4 ] |

### Natação
Masculino
| Atleta       | Evento          | Eliminatórias | Eliminatórias | Final       | Final       | Ref.  |
| Atleta       | Evento          | Tempo         | Pos.          | Tempo       | Pos.        | Ref.  |
| ------------ | --------------- | ------------- | ------------- | ----------- | ----------- | ----- |
| Aitor Osorio | 200 m borboleta | 2:12.59       | 42º           | Não avançou | Não avançou | [ 5 ] |

Feminino
| Atleta           | Evento       | Eliminatórias | Eliminatórias | Final       | Final       | Ref.  |
| Atleta           | Evento       | Tempo         | Pos.          | Tempo       | Pos.        | Ref.  |
| ---------------- | ------------ | ------------- | ------------- | ----------- | ----------- | ----- |
| Meritxell Sabaté | 200 m medley | 2:37.38       | 42º           | Não avançou | Não avançou | [ 6 ] |

### Tiro
Masculino
| Atleta        | Evento         | Eliminatórias | Eliminatórias | Final       | Final       | Ref.  |
| Atleta        | Evento         | Pontos        | Pos.          | Pontos      | Pos.        | Ref.  |
| ------------- | -------------- | ------------- | ------------- | ----------- | ----------- | ----- |
| Gerard Barcia | Fossa olímpica | 117           | =37º          | Não avançou | Não avançou | [ 7 ] |

### Vela
Masculino
| Atleta                  | Evento | Regatas | Regatas | Regatas | Regatas | Regatas | Regatas | Regatas | Regatas | Regatas | Regatas | Regatas | Pontos | Pos. | Ref.  |
| Atleta                  | Evento | 1       | 2       | 3       | 4       | 5       | 6       | 7       | 8       | 9       | 10      | 11      | Pontos | Pos. | Ref.  |
| ----------------------- | ------ | ------- | ------- | ------- | ------- | ------- | ------- | ------- | ------- | ------- | ------- | ------- | ------ | ---- | ----- |
| David Ramón Oscar Ramón | 470    | 23      | 31      | 24      | 35      | 23      | 17      | 12      | 26      | 11      | 28      | 19      | 183    | 27º  | [ 8 ] |

Feminino
| Atleta         | Evento  | Regatas | Regatas | Regatas | Regatas | Regatas | Regatas | Regatas | Regatas | Regatas | Regatas | Regatas | Pontos | Pos. | Ref.  |
| Atleta         | Evento  | 1       | 2       | 3       | 4       | 5       | 6       | 7       | 8       | 9       | 10      | 11      | Pontos | Pos. | Ref.  |
| -------------- | ------- | ------- | ------- | ------- | ------- | ------- | ------- | ------- | ------- | ------- | ------- | ------- | ------ | ---- | ----- |
| Fiona Morrison | Mistral | OCS     | 23      | 25      | 24      | 20      | 22      | 22      | 24      | 18      | —       | —       | 153    | 24º  | [ 9 ] |

Legenda
| Recorde mundial      | Recorde mundial (World record)               |                       | Recorde africano                      | Recorde africano (African) |                                           | Q | Classificado por posição (Qualified) |
| Recorde olímpico     | Recorde olímpico (Olympic record)            | Recorde da América    | Recorde da América (Americas)         | q                          | Classificado por melhor tempo (Qualified) |   |                                      |
| Melhor marca do ano  | Melhor marca do ano (World leading)          | Recorde asiático      | Recorde asiático (Asian)              | DNS                        | Não largou (Did not start)                |   |                                      |
| Recorde nacional     | Recorde nacional (National record)           | Recorde europeu       | Recorde europeu (European)            | DNF                        | Não terminou (Did not finish)             |   |                                      |
| Recorde pessoal      | Recorde pessoal do atleta (Personal best)    | Recorde da Oceania    | Recorde da Oceania (Oceania)          | DSQ / DQ                   | Desclassificado (Disqualified)            |   |                                      |
| Recorde da temporada | Recorde da temporada do atleta (Season best) | Recorde sul-americano | Recorde sul-americano (South America) | NM                         | Sem marca (No mark)                       |   |                                      |

| M   | Regata da Medalha da qual só participam os dez primeiros colocados das regatas anteriores  |  |  | CAN | Regata cancelada |
| BFD | Desclassificado por bandeira preta (Black Flag Disqualified)                               |  |  |     |                  |
| UFD | Desclassificado por bandeira "U" (U Flag Disqualified)                                     |  |  |     |                  |
| OCS | Largada queimada (On the Course Side of the starting line)                                 |  |  |     |                  |
| DNE | Desclassificação sem eliminação (infração a um item do regulamento da prova – Did Not End) |  |  |     |                  |